# That's So Raven (album)
That's So Raven è l'album colonna sonora della serie televisiva Disney Channel Raven, pubblicato nel 2004.

## Tracce
1. "Supernatural" ::: Raven-Symoné
2. "Shine" ::: Raven-Symoné
3. "Beautiful Soul" ::: Jesse McCartney
4. "Got to Be Real" ::: Cheryl Lynn
5. "(There's Gotta Be) More to Life" ::: Stacie Orrico
6. "We Are Family" ::: Jump5
7. "Superstar" :::  Jamelia
8. "Ultimate" ::: Lindsay Lohan
9. "You Gotta Be" ::: Des'ree
10. "I'm Every Woman" ::: Chaka Khan
11. "Where You Belong" :::  Huckapoo
12. "Jungle Boogie" ::: Kool & the Gang
13. "Future Is Clear" ::: Jeannie Ortega
14. "That's So Raven!" :::  Raven-Symoné featuring Orlando Brown & Anneliese van der Pol
15. "Supernatural (Crystal Ball Mix)" :::  Raven-Symoné

## Album

### Classifiche
| Classifica             | Posizione | Vendite |
| ---------------------- | --------- | ------- |
| U.S. Billboard 200     | 44        | 500 000 |
| Top Kid Audio          | 1 (3x)    | N/A     |
| Top R&B/Hip-Hop Albums | 54        | N/A     |
| Top Soundtracks        | 2         | N/A     |